# Ellicott City
Ellicott City és una concentració de població designada pel cens dels Estats Units a l'estat de Maryland. Segons el cens del 2000 tenia 56.397 habitants.

## Demografia
Segons el cens del 2000, Ellicott City tenia 56.397 habitants, 20.250 habitatges, i 15.288 famílies. La densitat de població era de 679,8 habitants/km².
Dels 20.250 habitatges en un 41,2% hi vivien nens de menys de 18 anys, en un 65,3% hi vivien parelles casades, en un 7,6% dones solteres, i en un 24,5% no eren unitats familiars. En el 19,6% dels habitatges hi vivien persones soles el 5,7% de les quals corresponia a persones de 65 anys o més que vivien soles. El nombre mitjà de persones vivint en cada habitatge era de 2,76 i el nombre mitjà de persones que vivien en cada família era de 3,22.
Per edats la població es repartia de la següent manera: un 28,5% tenia menys de 18 anys, un 6% entre 18 i 24, un 30,8% entre 25 i 44, un 25,2% de 45 a 60 i un 9,6% 65 anys o més.
L'edat mediana era de 37 anys. Per cada 100 dones de 18 o més anys hi havia 91,9 homes.
La renda mediana per habitatge era de 79.031 $ i la renda mediana per família de 91.968 $. Els homes tenien una renda mediana de 63.938 $ mentre que les dones 41.721 $. La renda per capita de la població era de 33.316 $. Entorn del 2,2% de les famílies i el 3,3% de la població estaven per davall del llindar de pobresa.

## Poblacions més properes
El següent diagrama mostra les poblacions més properes.